# Arhopala kiriwinii
Arhopala kiriwinii är en fjärilsart som beskrevs av Bethune-Baker 1903. Arhopala kiriwinii ingår i släktet Arhopala och familjen juvelvingar. Inga underarter finns listade i Catalogue of Life.

## Bildgalleri

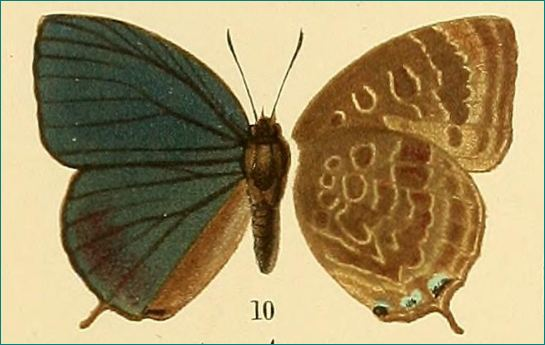